# Neoclytus clavatus
Neoclytus clavatus är en skalbaggsart som beskrevs av Louis Alexandre Auguste Chevrolat 1861. Neoclytus clavatus ingår i släktet Neoclytus och familjen långhorningar.
Artens utbredningsområde är Venezuela. Inga underarter finns listade i Catalogue of Life.